# Jim Halpert
James Duncan (Jim) Halpert is een personage uit de sitcom The Office US, gespeeld door John Krasinski.

## Geschiedenis
Jim Halpert is een intelligente maar gemakzuchtige en ongemotiveerde verkoper bij Dunder Mifflin. Hij neemt vaak zijn collega Dwight Schrute in de maling. Al in de eerste afleveringen heeft Jim een oogje op receptioniste Pam Beesly. Zij is echter verloofd met Roy Anderson, die in het magazijn werkt. In de eerste aflevering van het tweede seizoen kust Pam hem in een dronken bui. Nadat hij haar tweemaal zonder succes vertelt dat hij meer wil dan alleen vriendschap vertrekt hij naar een vestiging in Stamford. Daar ontmoet hij Karen Filippelli, met wie hij op den duur een relatie aangaat. In het derde seizoen wordt de vestiging in Stamford opgeheven. Jim keert terug naar Scranton en brengt Karen met zich mee. Aan het einde van het derde seizoen gaan zij uit elkaar en begint Jim dan eindelijk met Pam te daten, die vanwege haar gevoelens voor Jim besloot niet met Roy te trouwen. In het zesde seizoen maakt het tweetal bekend dat Pam zwanger is en vier afleveringen later treden ze in het huwelijk. In de aflevering The Delivery, die 45 minuten duurt, wordt de baby van Pam en Jim geboren. Ze noemen haar Cecelia 'Cece' Marie Halpert. Jim wordt gepromoveerd tot co-manager, samen met zijn vroegere baas Michael Scott. Als Dunder Mifflin failliet dreigt te gaan en overgenomen wordt door Sabre, wordt Jim weer verkoper.